# ذکرالله احمدی
ذکرالله احمدی (متولد ۱۳۲۸ در کرمانشاه) نماینده استان کرمانشاه در مجلس خبرگان رهبری در دوره‌های سوم و چهارم، رئیس کل سابق دادگستری استانهای کرمانشاه و همدان و از قضات دیوان عالی جمهوری اسلامی می‌باشد.

## آثار
- اهل بیت و حدیث ثقلین[۴]
- پژوهشی در صحیفه امام سجاد[۵]
- علوم روز از دیگاه اسلام[۶]
- مارکسیسم در آستانه سقوط[۷]